# Lode Huybrechts
Lode Huybrechts (Stabroek, 18 augustus 1911 – Pittsburgh (Pennsylvania), 3 januari 1973) was een Amerikaans organist en componist van Belgische komaf.
Hij kreeg zijn muziekopleiding, net als zijn broer August Huybrechts, in basis van vader Arthur Ferdinand Huybrechts. Verdere opleiding vond plaats aan het Koninklijk Conservatorium Antwerpen en aan het Lemmensinstituut in Mechelen. Docenten waren onder meer Flor Peeters en Marinus de Jong Bij die laatste instelling haalde hij enkele prijzen, Hij werd vervolgens pianist en organist in Antwerpen en omstreken. Onder andere maakten de Christus Koningkerk en de Sint-Antoniuskerk gebruik van zijn diensten. Hij gaf daarnaast muziekles aan een instelling in Ekeren
In 1951 emigreerde hij naar de Verenigde Staten, waar hij aan de slag ging in Buffalo (New York) (St. Louis Roman Catholic Church, 1952-1954), Rochester (New York) (Heilig Hartkathedraal, 1954-1961) en Pittsburgh (Sacred Heart Church, 1961-1971). Hij was ook enige tijd docent aan de Interlochen Center for the Arts in Interlochen.
Hij componeerde veelal in de genres koor- en orgelmuziek (twee orgelsymfonieën), maar schreef ook kamermuziek en een ballet Les fleurs (1948).